# Зорленцу Маре (Караш-Северин)
Зорленцу Маре (рум. Zorlenţu Mare) насеље је у Румунији у округу Караш-Северин у општини Зорленцу Маре. Oпштина се налази на надморској висини од 192 m.

## Прошлост
Аустријски царски ревизор Ерлер је 1774. године констатовао да место "Сорленсмаре" припада Букошничком округу, Карансебешког дистрикта. Становништво је било претежно влашко.
У месту је православна парохија, у којој живе Румуни, и у саставу Лугошког протопрезвирата. Православни храм је подигнут 1790. године. Године 1824. ту служе три свештеника, Румуна: поп Емануил Белча, поп Антониј Цапу, поп Јован Белча и поп Николај Балаш.
Претплатник српског часописа "Србски летопис" био је 1830. године Сава "от Илић" земљедржац (спахија) у Зорљенцу.

## Становништво
Према подацима из 2002. године у насељу је живело 1223 становника.

### Попис2002.
| Расподела становништва по националности 2002.‍ | Расподела становништва по националности 2002.‍ | Расподела становништва по националности 2002.‍ | Расподела становништва по националности 2002.‍ | Расподела становништва по националности 2002.‍ |
| --------------------------------------------- | --------------------------------------------- | --------------------------------------------- | --------------------------------------------- | --------------------------------------------- |
|                                               |                                               |                                               |                                               |                                               |
| Румуни                                        | Румуни                                        |                                               | 1.143                                         | 93,6%                                         |
| Роми                                          | Роми                                          |                                               | 69                                            | 5,7%                                          |
| Украјинци                                     | Украјинци                                     |                                               | 6                                             | 0,5%                                          |
| Немци                                         | Немци                                         |                                               | 3                                             | 0,2%                                          |

### Хронологија
| Година       | 1992 | 1993 | 1994 | 1995 | 1996 | 1997 | 1998 | 1999 | 2000 | 2001 | 2002 | 2003 | 2004 | 2005 | 2006 | 2007 | 2008 | 2009 | 2010 | 2011 | 2012 | 2013 | 2014 | 2015 | 2016 | 2017 |
| ------------ | ---- | ---- | ---- | ---- | ---- | ---- | ---- | ---- | ---- | ---- | ---- | ---- | ---- | ---- | ---- | ---- | ---- | ---- | ---- | ---- | ---- | ---- | ---- | ---- | ---- | ---- |
| Становништво | 1125 | 1081 | 1033 | 1002 | 982  | 949  | 925  | 902  | 904  | 879  | 859  | 836  | 859  | 866  | 861  | 861  | 893  | 879  | 879  | 865  | 902  | 889  | 872  | 864  | 919  | 893  |